# Attagenus lineatus
Attagenus lineatus is een keversoort uit de familie spektorren (Dermestidae). De wetenschappelijke naam van de soort werd in 1894 gepubliceerd door Maurice Pic.